# Емі Шілз
Емі Шилз (англ. Amy Shiels; рід. 21 лютого 1991, Дублін, Ірландія) — ірландська актриса. Найбільш відома за ролями у фільмах «Полювання на Вероніку», «Бійня» і серіалу «Твін Пікс (2017)»
Народилася в багатодітній сім'ї сьомою дитиною. 3 роки працювала в трупі дублінського театру «Гэйти», паралельно почала зніматися в ірландських і британських телесеріалах. Дебютом у великому кіно стала роль у фільмі «Полювання на Вероніку» з Кейт Бланшетт в головній ролі. Далі виконує низку ролей в картинах незалежних американських режисерів, у 2009 році зіграла у фільмі «Бійня», в 2012 році виконала роль в картині «Цитадель».
З 2012 зайнялася озвученням героїв комп'ютерних ігор, серед яких можна відзначити: Call of Duty: Black Ops III, Call of Duty 4: Modern Warfare і Final Fantasy XV. У 2014 році для розвитку акторської кар'єри переїхав жити в Лос-Анджелес. У 2015 році пройшла кастинг на одну з ролей у серіалі «Твін Пікс (2017)» Девіда Лінча, прем'єра якого відбулася в 2017 році.